# HMS Dorsetshire (1929)
HMS Dorsetshire – brytyjski krążownik ciężki typu County z okresu międzywojennego i II wojny światowej. Okręt był drugą i ostatnią jednostką trzeciej serii produkcyjnej krążowników typu County, znanej jako podtyp Norfolk. W służbie od 1930, w 1942 zatopiony przez japońskie lotnictwo.

## Historia
Projekt trzeciej serii krążowników typu County zatwierdzono 28 października 1926. W nowym projekcie Norfolk bazującym na okrętach podtypu London wprowadzono jedynie niewielkie zmiany polegające na ulepszeniu wież i zmniejszeniu masy okrętu. Podobnie jak pozostałe okręty typu County, należące do pierwszego pokolenia krążowników ciężkich, okręty podtypu Norfolk charakteryzowały się prymatem własności „krążowniczych” – zasięgu i dobrej dzielności morskiej, nad słabym opancerzeniem, przy uzbrojeniu typowym dla tej klasy.
Stępkę pod budowę krążownika HMS „Dorsetshire” położono 21 września 1927 w stoczni HMNB Portsmouth. Wodowanie miało miejsce 29 stycznia 1929, wejście do służby 30 września 1930. Okręt nosił numer taktyczny (pennant number) 40 i był trzecią i ostatnią jednostką o tej nazwie, po okrętach liniowych służących w latach 1694-1749 (80-działowy) i 1757-1775 (70-działowy).
W 1932 roku okręt wyposażono w katapultę dla wodnosamolotu, a w 1937 wzmocniono uzbrojenie przeciwlotnicze, zamieniając 4 pojedyncze działa kalibru 102 mm i 4 pojedyncze 40 mm przez 4 podwójnie sprzężone 102 mm i 2 podstawy z ośmioma armatami 40 mm. Dalsze wzmocnienie nastąpiło w 1942, przez zamontowanie 9 działek 20 mm.

## Służba

### Przed wojną
Po wejściu do służby okręt został jednostką flagową 2 Eskadry Krążowników. W latach 1933–1936 operował w rejonie wybrzeży afrykańskich. W 1936 przeszedł remont, a następnie został przydzielony do sił działających w rejonie Chin, gdzie w 1938 wszedł w skład Eskadry Chińskiej (China Station).

### 1939 – na wodach azjatyckich
Po wybuchu II wojny światowej okręt zajmował się patrolowaniem i ochroną żeglugi na wodach południowo-wschodniej Azji. W październiku 1939 został przydzielony do 4 Eskadry Krążowników, wchodzącej w skład Zespołu Indii Wschodnich. Od 28 października do grudnia 1939, wchodząc w skład zespołu Force I, uczestniczył w bezskutecznych poszukiwaniach niemieckiego rajdera – krążownika ciężkiego „pancernika kieszonkowego”) „Admiral Graf Spee” na Oceanie Indyjskim (z lotniskowcem „Eagle”, krążownikiem „Cornwall” i niszczycielami).

### 1939-1941 – południowy Atlantyk i zachodni Ocean Indyjski
10 grudnia 1939 okręt przeszedł na południowy Atlantyk, operując pomiędzy Afryką Południową a Falklandami. 24 grudnia dołączył do krążowników „Achilles”, „Ajax” i „Exeter”, po bitwie u ujścia La Platy, po czym 21-29 stycznia eskortował uszkodzonego „Exetera” na części drogi do Wielkiej Brytanii. 12 lutego przechwycił niemiecki statek „Wakama” u wybrzeży Brazylii, który został następnie samozatopiony przez załogę.
Od połowy marca do kwietnia 1940 okręt przeszedł remont w Simonstown w Południowej Afryce, dokończony w Devonport w Wielkiej Brytanii. Po remoncie, 23 czerwca 1940 został skierowany w pobliże Dakaru w celu monitorowania ruchów francuskiej floty (m.in. z lotniskowcem „Hermes"). W lipcu i sierpniu ponownie pełnił służbę na południowym Atlantyku, m.in. poszukując niemieckich rajderów i zajmując się ochroną konwojów.
Po dokowaniu w Durbanie przeprowadzonym we wrześniu, eskortował w październiku i listopadzie konwój WS3 wokół Afryki, między Freetown a Adenem, po czym 18 listopada 1940 ostrzeliwał włoskie pozycje w Dante w Somalii. Po powrocie na południowy Atlantyk, w drugiej połowie grudnia brał udział w bezskutecznych poszukiwaniu niemieckiego krążownika ciężkiego "Admiral Scheer", operując z Freetown w Sierra Leone (jako zespół „K”).

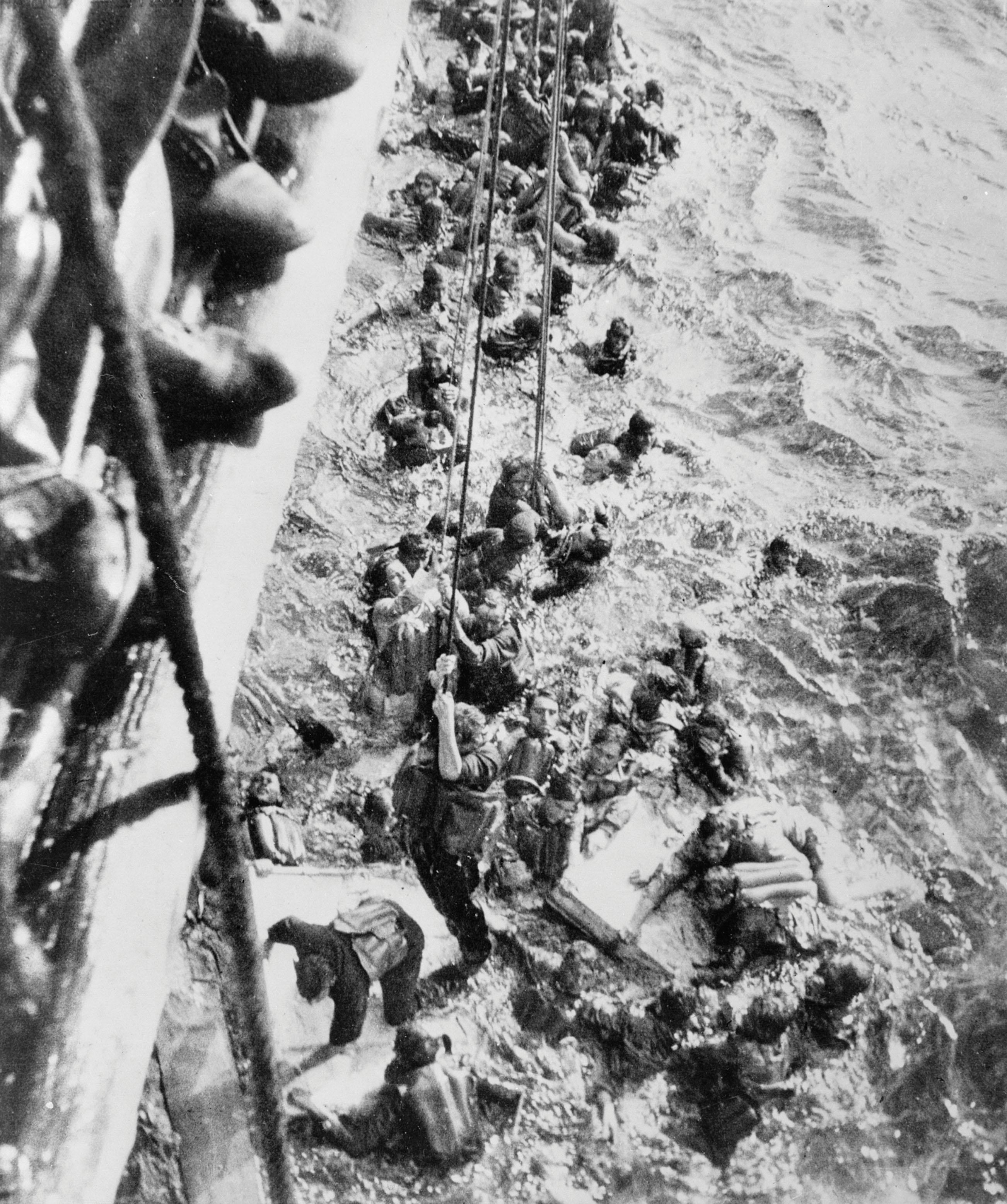
Rozbitkowie z „Bismarcka” przy burcie „Dorsetshire”

Od początku 1941 uczestniczył ponownie w eskortowaniu konwojów (m.in. WS-5A i WS-6) w rejonie południowego Atlantyku (głównie pomiędzy Freetown a Kapsztadem) oraz zachodniego Oceanu Indyjskiego. 5 marca 1941 na Seszelach rozbił się wodnosamolot Walrus okrętu (4 ofiary).

### 1941 – operacja przeciw "Bismarckowi"
26 maja 1941 "Dorsetshire" odłączył się od eskortowanego z Freetown konwoju SL-74 i udał się w rejon, gdzie były prowadzone poszukiwania niemieckiego pancernika "Bismarck". Brał udział w zatopieniu "Bismarcka", ostrzeliwując obezwładniony okręt (wystrzelił 254 pociski 203 mm, lecz bez widocznych trafień). Po tym, jak pancerniki HMS "Rodney" i HMS "King George V" zakończyły ostrzał niemieckiego pancernika, "Dorsetshire" otrzymał rozkaz dobicia go torpedami, po czym wystrzelił 2 torpedy w jego prawą burtę, a następnie torpedę w lewą burtę. Trafiła jedna torpeda z prawej burty i torpeda z lewej burty, które przyspieszyły tonięcie okrętu. Po zatonięciu "Bismarcka", "Dorsetshire" wyłowił z wody 85 rozbitków. Ratowanie rozbitków zostało przerwane w momencie dostrzeżenia domniemanego niemieckiego okrętu podwodnego. W czerwcu i lipcu okręt był remontowany w Wielkiej Brytanii, przepłynąwszy do tej pory 207 401 mil morskich. Zainstalowano wówczas także radar.

### 1941-1942 – południowy Atlantyk
W drugiej połowie sierpnia okręt powrócił do dotychczasowych zadań na południowy Atlantyk, przechodząc do Freetown w eskorcie konwoju WS10X z Wielkiej Brytanii. 21 września jego kolejny wodnosamolot Walrus uległ wypadkowi. Eskortował m.in. konwój WS-12. W listopadzie wziął udział w poszukiwaniach niemieckiego rajdera HSK "Atlantis" (zatopionego ostatecznie przez HMS „Devonshire”) oraz statku zaopatrzeniowego okrętów podwodnych "Python". 1 grudnia 1941 HMS "Dorsetshire" odnalazł statek "Python", który został na skutek wykrycia samozatopiony przez załogę.

### 1942 – Ocean Indyjski (Flota Wschodnia)
Od połowy grudnia 1941 „Dorsetshire” eskortował konwoje na Oceanie Indyjskim pomiędzy Południową Afryką a Bombajem. W lutym 1942 został przydzielony do nowo formowanej Floty Wschodniej, operującej z Cejlonu w rejonie Oceanu Indyjskiego. Eskortował konwoje na trasie do Singapuru oraz ewakuacyjne konwoje z Birmy.

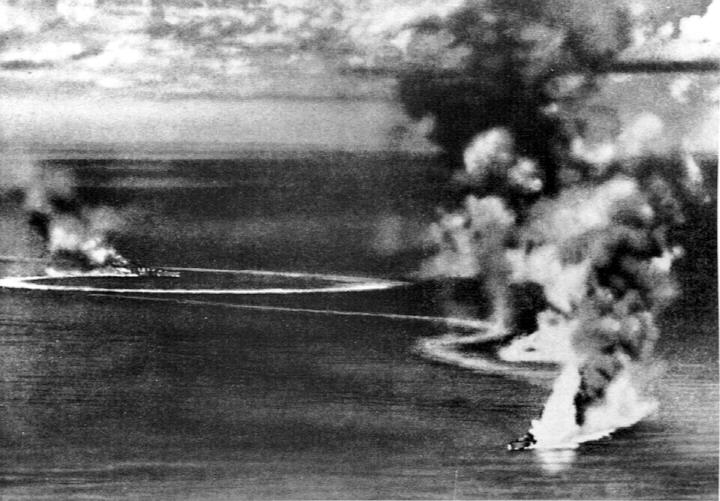
HMS "Dorsetshire" i "Cornwall" pod bombami – zdjęcie z japońskiego samolotu

Z uwagi na konieczność bieżącego remontu, 27 marca był dokowany w Kolombo na Cejlonie, 31 marca przerwano prace z powodu doniesień o japońskich okrętach. „Dorsetshire” dołączył wówczas do sił głównych Floty Wschodniej, 2 kwietnia wraz z krążownikiem HMS „Cornwall” wysłano go ponownie na Cejlon w celu dokończenia remontu. 4 kwietnia, po kolejnych doniesieniach o japońskich okrętach operujących w rejonie Oceanu Indyjskiego, oba okręty zostały zawrócone. 5 kwietnia jednostki zostały dostrzeżone przez samolot z japońskiego krążownika „Tone” z eskorty japońskich lotniskowców adm. Chūichi Nagumo odbywających właśnie rajd na Ocean Indyjski, na pozycji 1°54′N 77°45′E/1,900000 77,750000, na południe od Cejlonu. W następującym ataku japońskiego lotnictwa pokładowego „Dorsetshire” został trafiony w ciągu ośmiu minut dziesięcioma bombami i szybko zatonął (zginęło 234 członków załogi, resztę po dwóch dniach uratowały okręty brytyjskie).

## Dane techniczne
Uzbrojenie:
- początkowo:
  - 8 dział kalibru 203 mm Mk VIII w wieżach dwudziałowych Mk II (4xII)
    - długość lufy: 50 kalibrów (L/50), szybkostrzelność: 3-4 strz/min, masa pocisku: 116,1 kg, donośność: 28 030 m, kąt podniesienia: -3°+70°[5]

  - 4 działa przeciwlotnicze 102 mm Mk V (4xI)
  - 4 działka przeciwlotnicze 40 mm Vickers Mk II (4xI)
  - 8 wyrzutni torpedowych 533 mm (2xIV)
  - 1 wodnosamolot Supermarine Walrus, katapulta (od 1932)

- 1937-1942
  - 8 dział kalibru 203 mm Mk VIII w wieżach dwudziałowych Mk II (4xII)
  - 8 dział uniwersalnych 102 mm Mk XVI w stanowiskach dwudziałowych Mk XIX (4xII)
  - 16 działek plot 40 mm Mk VIII sprzężonych po 8 (2xVIII)
  - 9 działek plot 20 mm (9xI) (od 1942)
  - 8 wyrzutni torpedowych 533 mm (2xIV)
  - 1 wodnosamolot Supermarine Walrus, katapulta